# Label « Science avec et pour la société »
 (mai 2025).
Mesure issue de la loi de programmation de la recherche, le label « Science avec et pour la société » (SAPS) est délivré par le ministère chargé de l'enseignement supérieur et de la recherche depuis 2021 pour favoriser les projets de sciences participatives au sein des universités françaises et diffuser plus largement la culture scientifique. 

## Description du label
Le label peut être obtenu au cours d'un appel à projets. Il permet principalement l'obtention d'une dotation financière annualisée. La durée du label est de trois ans. 

L'établissement doit inscrire sa stratégie dans l'un ou plusieurs de ces axes selon le site du ministère :

- Axe 1 - Valorisation de la recherche et de ses enjeux auprès de tous les publics et notamment auprès des scolaires
- Axe 2 - Formation à la médiation, la communication et à la démarche scientifiques
- Axe 3 - Valorisation de l'actualité et de l'expertise scientifique dans les médias
- Axe 4 - Participation citoyenne à la recherche.

Chaque université s'engage également à :
- nommer un vice-président chargé de la relation entre science et société
- voter une stratégie « science – société » par les instances décisionnelles et articulée avec la stratégie globale de l’établissement
- signer la charte de la recherche et des sciences participatives du 20 mars 2017[3].

Le label SAPS est envisagé comme un levier d'action face à la défiance grandissante de la population vis à vis de la recherche scientifique. Lors d'un webinaire sur ce sujet en 2021, le directeur général de l'agence nationale de la recherche, qui bénéficie également du label, a rappelé que « le renforcement des interactions entre science, recherche et société est évidemment un enjeu majeur et la période que l’on vit depuis plus d’un an nous le rappelle à plus d’un titre » en faisant référence aux polémiques liées à la pandémie de Covid-19.

## Universités labellisées
34 établissements de recherche ont été labellisés au cours de trois vagues (2021, 2022 et 2024).

### Vague 1
- Sorbonne Université
- Université Clermont Auvergne
- Université de Caen Normandie
- Université de Limoges
- Université de Poitiers
- Université Grenoble Alpes
- Université Paris Sciences & Lettres
- Université Paris-Saclay

### Vague 2
- La Rochelle Université
- Université Bourgogne Franche-Comté
- Université de Bordeaux
- Université de Corse Pasquale Paoli
- Université de Lille
- Université de Lorraine
- Université de Pau et des Pays de l'Adour
- Université de Rennes et Université Rennes 2 pour le projet TISSAGE « TrIptyque Science Société pour AGir Ensemble »[7]
- Université Lumière Lyon 2
- Université Paris Cité
- Université Paris Nanterre
- Université Paris-Est Créteil Val-de-Marne

### Vague 3
- Aix-Marseille Université
- Alliance universitaire de Bretagne, qui regroupe l'Université Bretagne Sud, l'Université de Bretagne Occidentale et l'Ecole nationale d'ingénieurs de Brest, pour le projet Streams[8]
- Le Mans Université et Université d’Angers
- Nantes Université
- Université Bordeaux Montaigne